# جيان إيفرار كواسي
جيان إيفرار كواسي (بالفرنسية: Jean Evrard Kouassi)‏ هو لاعب كرة قدم إيفواري ولد بتاريخ 25 سبتمبر 1994.

## مسيرته
لعب لنادي هايدوك سبليت الكرواتي ونادي شانغهاي إس آي بي جي الصيني ونادي ووهان الصيني وطرابزون سبور التركي ويلعب حاليا مع نادي فاتح كاراجومروك التركي ومنتخب ساحل العاج.

## وصلات خارجية
جيان إيفرار كواسي على موقع الاتحاد الدولي (مؤرشف)  (الإنجليزية)
- جيان إيفرار كواسي على موقع اتحاد تركيا (لاعب) (الإنجليزية)
- جيان إيفرار كواسي على موقع قاعدة بيانات كرة القدم.إي يو (الإنجليزية)
- جيان إيفرار كواسي على موقع ناشيونال فوتبول تيمز (الإنجليزية)
- جيان إيفرار كواسي على موقع Soccerway.com (الإنجليزية)
- جيان إيفرار كواسي على موقع عالم كرة القدم.نت (الإنجليزية)